# 比弗鎮區 (堪薩斯州考利縣)
比弗鎮區（英語：Beaver Township）為美國堪薩斯州考利縣轄下的鎮區。2010年美国人口普查中該鎮區人口有205人。

## 地理
比弗鎮區涵蓋面積93.63平方（36.15平方英里），境內無城市。

### 墓園
根據美國地質調查局的資料，此鎮區擁有2座墓園：
- 紀念草坪墓園（Memorial Lawn Cemetery）
- 坦尼希爾墓園（Tannehill Cemetery）

### 溪流
通過此鎮區的溪流有：
- 比弗溪（Beaver Creek）
- 斯萊特溪（Slate Creek）

### 機場
- 斯特羅瑟飛行場（Strother Field）

## 人口統計
根據2010年美國人口普查，比弗鎮區人口有205人，住房94戶，人口密度為2.19人/每平方公里。此鎮區居民之種族中，白人佔97.56%，非裔美國人佔0%，美洲原住民佔1.46%，亞裔美國人佔0.49%，太平洋島裔美國人佔0%，其他種族佔0.49%，混血種族則佔0%。而西班牙裔或拉丁裔美國人佔此鎮區人口的0.49%。

## 外部連結
- City-Data.com （页面存档备份，存于）